# The Show (película de 1927)
The Show (en España, titulada El palacio de las maravillas) es una película dramática estadounidense muda de 1927 dirigida por Tod Browning, basada en la novela de Charles Tenney Jackson de 1910 The Day of Souls.

## Trama
Cock Robin (John Gilbert ) es un ladrón y seductor de feria en Budapest. También es el pregonero, maestro de ceremonias y participa en uno de los actos de un espectáculo de rarezas: El palacio de las maravillas; su exnovia Salomé (Renée Adorée) baila ante Herodes a cambio de la cabeza de "Jokanaan". Disfrazado como este, a Robin aparentemente le cortan la cabeza y se la presentan a la bella bailarina en una bandeja, para deleite del público.
Salomé quiere volver a estar con Robin, pero él tiene la vista puesta en Lena (Gertrude Short), la hija de un rico comerciante de ovejas que ha venido a vender al mercado. Deja que Lena, enamorada, le compre cosas. El griego (Lionel Barrymore), el propietario del espectáculo y actual novio de Salomé, se enoja cuando se entera de sus sentimientos. El griego y su secuaz, el Hurón, también pretenden robar el dinero del padre de Lena, pero después de asesinarlo de un tiro ven que no lo llevaba en la cartera.
Esa noche, Lena, desconsolada, le dice a Robin que su padre ha sido asesinado. Ella le muestra con confianza la importante cantidad de dinero que guardaba para su padre; Cuando Robin se entera de que no tiene hermanos y que tiene muchas más ovejas, se interesa aun más. Sin embargo, Salomé escucha a escondidas, irrumpe y advierte a Lena que Robin sólo la persigue por su riqueza. Lena huye sin su dinero. Robin está furioso y apenas puede contenerse de golpear a Salomé.
Cuando Lena aparece en la feria con un policía, Salomé hace que Robin se esconda en su ático. Un día, un anciano ciego (Edward Connelly), otro residente del edificio, acude a Salomé para que le lea otra carta de su hijo; Salomé le dice que el hombre ha sido ascendido a capitán y recibió una condecoración. Ella le asegura al anciano que su hijo regresará algún día con su regimiento. Más tarde, sin embargo, le revela a Robin que el hijo está en realidad en la prisión al otro lado de la calle, y está previsto que lo ahorquen a la mañana siguiente. Esa mañana, el anciano escucha voces en la habitación de Salomé y supone que su hijo finalmente ha regresado a casa. Lleno de alegría, confunde a Robin con su hijo y lo lleva a su habitación, donde se pone su viejo uniforme. Luego, justo después de que su verdadero hijo sea ejecutado, fallece.
El griego primero intenta deshacerse de su rival romántico tomando el lugar del "verdugo" y usando una espada real para cortarle la cabeza a Robin, pero Salomé se da cuenta y lo detiene. Cuando Robin se esconde, el griego roba otra atracción del espectáculo, un lagarto venenoso, y lo suelta en el ático de Salomé.
Un funcionario llama a Salomé para informarle que puede reclamar las posesiones de su hermano en la prisión; así Robin se da cuenta de que el anciano era su padre. Completamente avergonzado de sí mismo, Robin se reconcilia con ella. Sin embargo, el funcionario lo vio escondido detrás de la puerta. Cuando un policía viene a arrestarlo, Robin se esconde en el ático, donde también ha quedado atrapado el griego. En la pelea que sigue, el lagarto muerde al griego. Robin toma el dinero de su cadáver y se lo da al policía. Por devolverlo voluntariamente, Robin queda en libertad. Él y Salomé regresan al espectáculo. La próxima vez que realizan el acto, ella lo besa mientras su cabeza está en el plato.

## Reparto
- John Gilbert como Cock Robin
- Renée Adorée como Salomé
- Lionel Barrymore como el griego
- Edward Connelly como el viejo soldado
- Gertrudis Short como Lena
- Andy MacLennan como El Hurón, el secuaz del griego
- Zalla Zarana como Zela, la Media Dama (sin acreditar)
- Edna Tichenor como Arácnida, la Mujer Araña (sin acreditar)
- Polly Moran como señora al frente entre la multitud de espectadores del carnaval (sin acreditar)